# آداما بارو
آداما بارو (بالإنجليزية: Adama Barrow)‏ أو آدم بارو، ولد في 16 فبراير 1965، وهو الرئيس الثالث لجمهورية غامبيا. خلف يحيى جامع الذي حكم لمدة 22 سنة.
كان رجل أعمال متخصصا في مجال العقارات قبل دخوله في السياسة. وهو من مواليد مانكامانغ كوندا، وهي قرية صغيرة في أقصى شرق غامبيا،
في يوم الجمعة الثاني من كانون الأول/ديسمبر 2016 أعلن رئيس الهيئة العليا للانتخابات الغامبية فوز مرشح المعارضة آداما بارو باغلبية اصوات الناخبين لتنتهى رسميًا فترة حكم الرئيس جامع للبلاد التي استمرت قرابة 22 سنة.
في 19 يناير 2017، وبعد رفض يحيى جامع الإقرار بالهزيمة وتسليم السلطة، أدى بارو اليمين الدستوري في سفارة غامبيا في السنغال، داعياً قوات الأمن في بلاده إلى إعلان ولائها له.

## روابط خارجية
- آداما بارو على موقع مونزينجر (الألمانية)